# Pouy-de-Touges
Pouy-de-Touges è un comune francese di 362 abitanti situato nel dipartimento dell'Alta Garonna nella regione dell'Occitania.

## Società

### Evoluzione demografica
Abitanti censiti